# Russ Ballard
Russ Ballard (n. Waltham Cross, Hertfordshire, 31 de octubre de 1945) es un cantautor y músico británico.

## Carrera
Ballard comenzó su carrera como guitarrista de la banda Buster Meikle & The Day Breakers en 1961, junto a su hermano mayor Roy Ballard en el piano y Bob Henrit en la batería. Luego de un período junto al grupo The Roulettes, junto a Adam Faith, se unió al grupo Unit 4 + 2, a principios de los '60. Posteriormente, se convirtió en el vocalista principal y guitarrista de la banda Argent, donde obtuvo su primer hit, God Gave Rock and Roll to You (en español, "Dios te dio el Rock and Roll"). Esta canción fue luego versionada por Petra y Kiss.
En 1972, Ballard tuvo una aparición en el álbum de Colin Blunstone Ennismore, que fue producido por Chris White, y escribió la canción I Don't Believe in Miracles (en español, "No creo en milagros"), incluida en ese álbum, que fue un hit.
En 1973 abandonó la banda Argent para comenzar su carrera como solista y compositor. Fue Ballard quien escribió canciones como Liar, de Three Dog Night, o So You Win Again, de Hot Chocolate, que alcanzó la cima de las listas del Reino Unido. Como solista, solo una vez un tema suyo entró en el Billboard Hot 100 de Estados Unidos y fue "On the Rebound", que alcanzó el puesto 58° en 1980. Este tema fue versionado por la banda de rock progresivo Uriah Heep en 1982, en su álbum Abominog.
La banda inglesa Hello, interpretó la canción de Russ Ballard New York Groove en 1975, alcanzando el séptimo puesto en las listas alemanas y el noveno en las del Reino Unido.
Esa misma canción fue incluida en el álbum solista de Ace Frehley, guitarrista líder de la banda Kiss, en 1978. Alcanzó el lugar número 13 en las Billboard Hot 100, las listas de éxitos de los Estados Unidos de América.
También es autor de ’Since You’ve Been Gone’ que popularizó el guitarrista Ritchie Blackmore, ex Deep Purple, con su banda Rainbow. El tema de Ballard se incluyó en el álbum “Down To Earth” (1979).
Escribió y produjo You Can Do Magic, de la banda America, que alcanzó el octavo puesto en el Billboard Hot 100 en octubre de 1982. También colaboró en el siguiente álbum de la banda, Your Move. Uno de los temas de este álbum alcanzó el 33° puesto en el Billboard Hot 100.
De su carrera como solista son recordados los temas The Fire Still Burns, que alcanzó el puesto 15 en el ranking Hot Mainstream Rock Tracks, y la balada Hey Bernadette, entre otros. Ambos temas de su álbum The Fire Still Burns (en español, "El fuego aún arde"), de 1985. "Voices" sería unos de los hits más conocidos en Latinoamérica.
Ballard lanzó diez álbumes en su carrera como solista, siendo el primero Russ Ballard (1975) y el último It's Good To Be Here (2015) siendo este en formato digital para descarga por internet.

## Discografía
- Russ Ballard (1975)
- Winning (1976)
- At the Third Stroke (1979)
- Russ Ballard & the Barnet Dogs (1980), que alcanzó el puesto #187 en el Billboard 200 (EE. UU.)
- Into The Fire (1981)
- Russ Ballard – 1984 (1984), #147 en el Billboard 200
- The Fire Still Burns (1985), #166 en el Billboard 200
- Seer (1995)
- Book of Love (2006)[4]
- It's Good To Be Here (2015)